# Meilen
Meilen ist eine politische Gemeinde in der Schweiz und Hauptort des gleichnamigen Bezirks im Kanton Zürich.

## Geographie

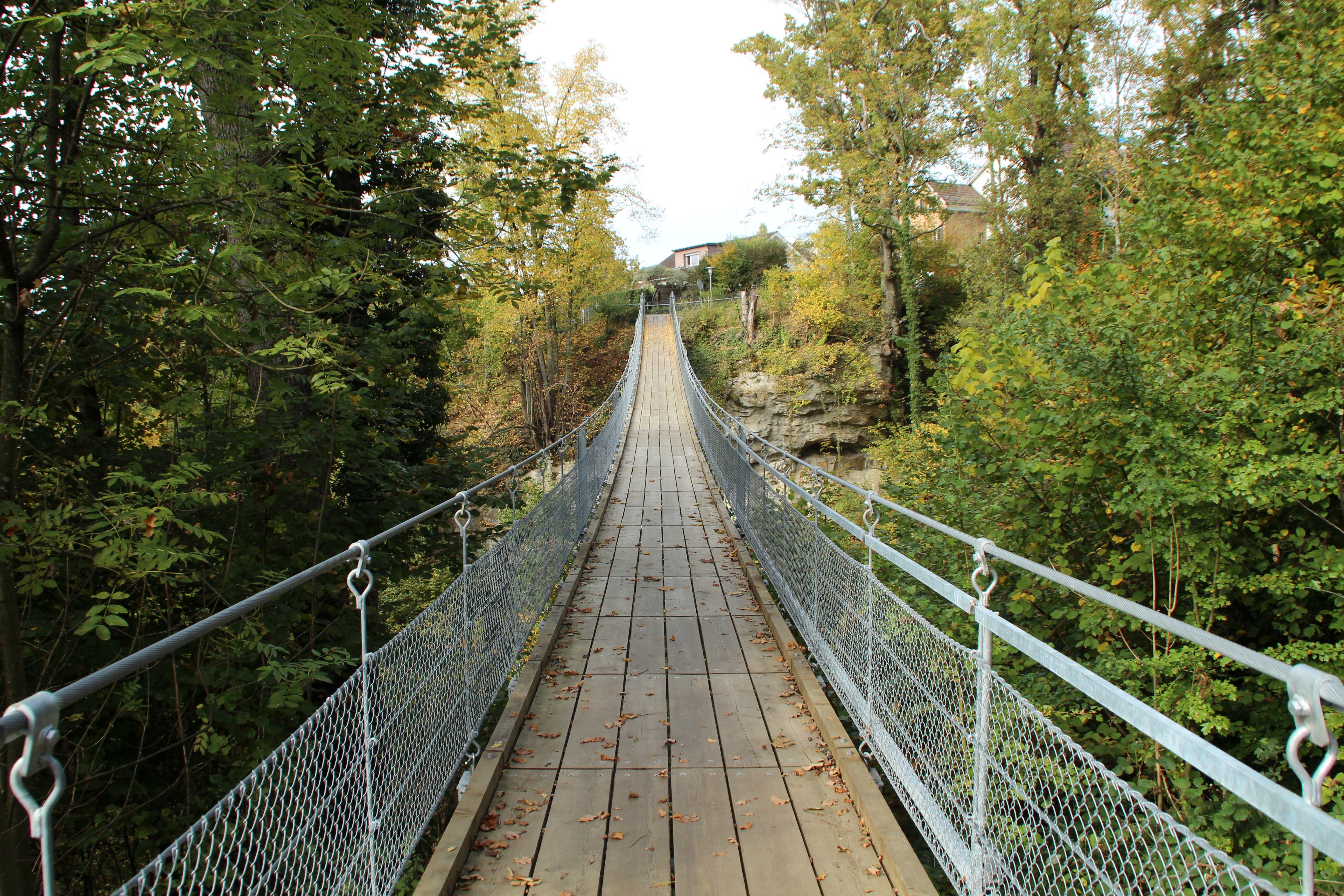
Hängebrücke über das Beugenbachtobel zwischen Meilen und Obermeilen

Die Gemeinde liegt am mittleren rechten Zürichseeufer zwischen Rapperswil-Jona und Zürich an der «Goldküste». Meilen umfasst die Ortsteile Feldmeilen, Obermeilen und Dorfmeilen am Seeufer sowie Bergmeilen hangaufwärts. Die Fläche beträgt 1193 Hektare, davon 47 Prozent Landwirtschaft, 24 Prozent Wald und 27 Prozent Siedlungen. Die Nachbargemeinden von Meilen sind Herrliberg, Uetikon am See und Egg. Von Egg ist Meilen durch den Pfannenstiel getrennt. Auf der anderen Seeseite liegen Horgen und Wädenswil.
Meilen und Obermeilen sind durch das Beugenbachtobel getrennt. Seit Juni 2012 überquert eine 60 Meter lange und knapp 1,5 Meter breite Hängebrücke das Tobel. Konstruiert wurde sie vom Churer Ingenieur Hans Pfaffen. Die mit 390'000 Schweizer Franken vergleichsweise günstige Brücke ist die erste ihrer Art im Kanton Zürich. – Mundartnamen: Mäile; Ansässige: Mäilemeri, Mäilemer.

## Geschichte
Meilen-Rorenhaab ist ein prähistorischer Siedlungsplatz am Zürichsee auf dem Gebiet der Gemeinde Meilen. Der Ortsname ist erstmals um 880 als Meilana in einem Güterverzeichnis des Zürcher Grossmünsters erwähnt. Die Burg Friedberg ist als Ruine erhalten geblieben. Zwischen 1990 und 2000 wurden bei Ausgrabungen um die Ruine diverse Artefakte wie Schuhspitzen oder andere Alltagsgegenstände gefunden. Die meisten Funde stammen aus dem Sodbrunnen, der vermutlich nach Aufgabe der Burg als Müllhalde benutzt wurde. Zu sehen sind die Gegenstände sowie die Rekonstruktionen und Bilder aus damaliger Zeit im Ortsmuseum von Meilen.

### Schiffskatastrophe und Ländeli-Gottesdienst in Obermeilen

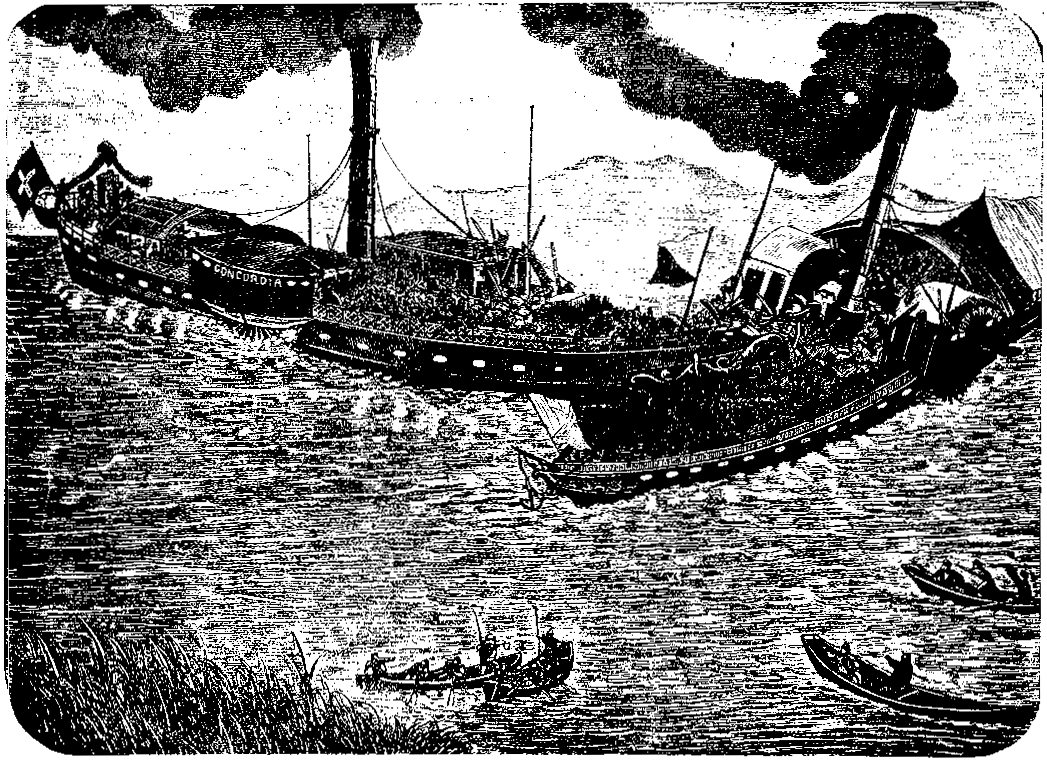
Dampfschiffkatastrophe in Obermeilen (Zürichsee) am 29. August 1872 [Schweiz] : [Verlag nicht ermittelbar], [1872]. Zentralbibliothek Zürich

Am 29. August 1872 bestellte die Gemeinde Meilen für alle Schulkinder eine Extrafahrt mit dem Dampfschiff Concordia der Dampfbootgesellschaft für den Zürichsee in den Obersee. Je nach Quelle war das Schiff mit 450 bis 500 Kindern besetzt. Infolge eines Missverständnisses kam es bei der Heimkehr vor den Augen der Eltern bei der Schifflände Obermeilen zu einer Kollision zwischen der Concordia, die ihren Steven ins Vorschiff der planmässig verkehrenden St. Gotthard bohrt. Die Passagiere der Gotthard konnten mit einer Ausnahme (Frau Gysi aus Basel) auf die ebenfalls sinkende Concordia gerettet werden, welche im letzten Moment mit sämtlichen Kindern des Dorfes und den Fahrgästen der Gotthard den Steg von Obermeilen erreichte. Seitens des Personals wird vom Kassier der Concordia, Brändli aus Männedorf, berichtet, der viel zur Rettung beigetragen hatte, am Schluss jedoch im Strudel der sinkenden Gotthard in die Tiefe gerissen wurde. Seither findet an der ehemaligen Schifflände Obermeilen, dem heutigen Strandbad Dollikon jedes Jahr ein ökumenischer Gedenkgottesdienst, der sogenannte Ländeli-Gottesdienst, statt.

## Wappen
Blasonierung
In Gold über grünem Dreiberg eine zweitürmige, gezinnte schwarze Burg, durchbrochen von Tor und Fenstern, überhöht von zwei roten Sternen.
Im Lauf der Geschichte variierte die Anzahl Sterne im Wappen und manchmal fehlte der Dreiberg oder die Burg «stand» direkt darauf. Es geht auf die Ritterfamilie von Friedberg zurück, die im Mittelalter auf der Burg Friedberg oberhalb von Meilen lebte.

## Bevölkerung
Am 31. Dezember 2014 wohnten in Meilen 13.124 Menschen.
Konfessionszugehörigkeit: 41,6 % evangelisch-reformiert, 26,1 % römisch-katholisch, 32,3 % andere oder keine konfessionelle Zugehörigkeit (Stand: 2010).

## Politik
Bei den Nationalratswahlen 2023 betrugen die Wähleranteile in Meilen: SVP 29,38 % (+1,24), FDP 22,88 % (−1,99), SP 14,28 % (2,44) glp 14,00 % (−1,25), Mitte 8,56 % (+3,30), Grüne 6,73 % (−3,54), EVP 1,44 % (−0,53), EDU 0,73 (−0,15).
Partnerschaften bestehen mit:
- Ausserberg (VS)
- Bauen (UR)
- St. Antönien (GR)
- Ebes, Ungarn
- Polička, Tschechien

## Sehenswürdigkeiten
In Meilen gibt es drei Kirchen:
- Die evangelisch-reformierte Kirche steht am Seeufer und geht auf einen Vorgängerbau aus den Jahren 878 bis 965 zurück.[9]
- Die römisch-katholische Kirche St. Martin steht nördlich des Bahnhofs. Da auf dem benachbarten Gelände ein Kirchenbau der reformierten Gemeinde geplant gewesen war, hat die Kirche einen freistehenden Glockenturm, der für beide Kirchen gedacht gewesen wäre.
- Die evangelische Freikirche Chrischona steht an der Pfannenstielstrasse 1.

## Verkehr

### Öffentlich
S-Bahn
Durch Meilen führt die rechtsufrige Zürichseebahn. Der Bahnhof Meilen wird von der S-Bahn Zürich mit drei Linien bedient:
- S 6 Baden – Regensdorf-Watt – Zürich HB – Uetikon
- S 7 Winterthur – Kloten – Zürich HB – Meilen – Rapperswil
- S 20 (Uerikon – Zürich Stadelhofen – Zürich HB – Zürich Hardbrücke)
- SN7 Bassersdorf – Kloten – Zürich HB – Meilen – Stäfa

Ein weiterer Bahnhof in der Gemeinde ist Herrliberg-Feldmeilen.
Busbetriebe
Meilen ist an das gut ausgebaute Linienbusnetz der Verkehrsbetriebe Zürichsee und Oberland angeschlossen.
Schiffslinien
Es gibt Kursverbindungen mit Schiffen der Zürichsee-Schiffahrtsgesellschaft und der Zürichsee-Fähre Horgen–Meilen.

### Individualverkehr
Hauptstrasse
Durch Meilen führt als rechtsufrige Seestrasse die Hauptstrasse 17 Leibstadt AG–Zürich–Rapperswil–Glarus–Klausenpass UR.
Nebenstrassen
Die Dorfstrasse verbindet mit dem Bahnhof und mündet in die Bergstrasse, die zum Pfannenstiel-Übergang nach Oetwil am See im benachbarten Zürcher Oberland ansteigt. Steiler steigt die Pfannenstielstrasse über Bergmeilen zur Hochwacht an und verbindet mit der Gemeinde Egg ZH nordöstlich des Pfannenstiels. Die geradeste Verbindung zur Höhenstrasse Herrenweg nach Wetzwil am Pfannenstiel ermöglicht die Toggwilerstrasse und ab Feldmeilen die Bünishoferstrasse.

## Bilder

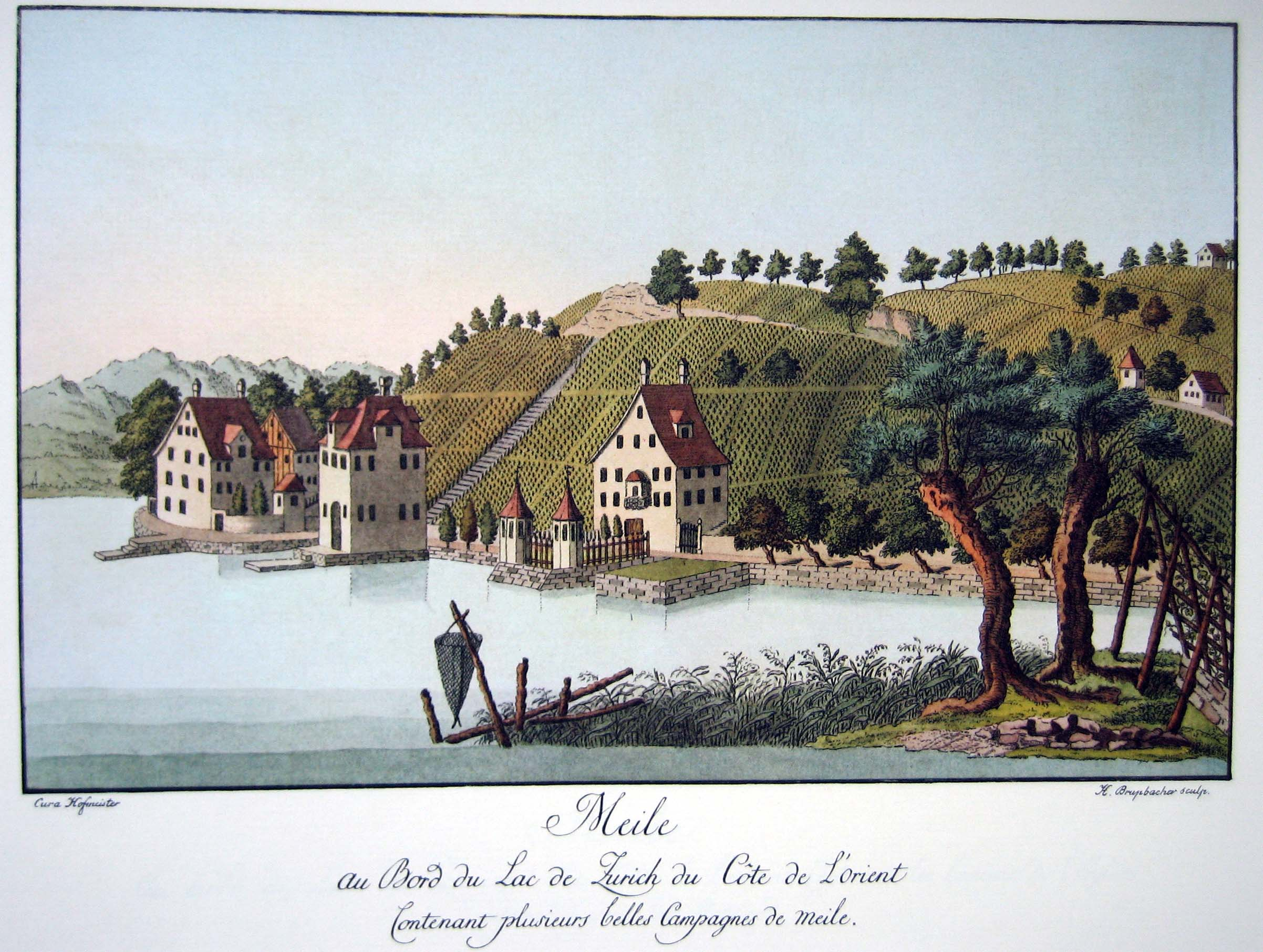
Meilen auf einem Stich von Heinrich Brupbache
Meilen, historisches Luftbild von 1919, aufgenommen aus 200 Metern Höhe von Walter Mittelholzer
Obermeilen, historisches Luftbild von 1919, aufgenommen aus 200 Metern Höhe von Walter Mittelholzer
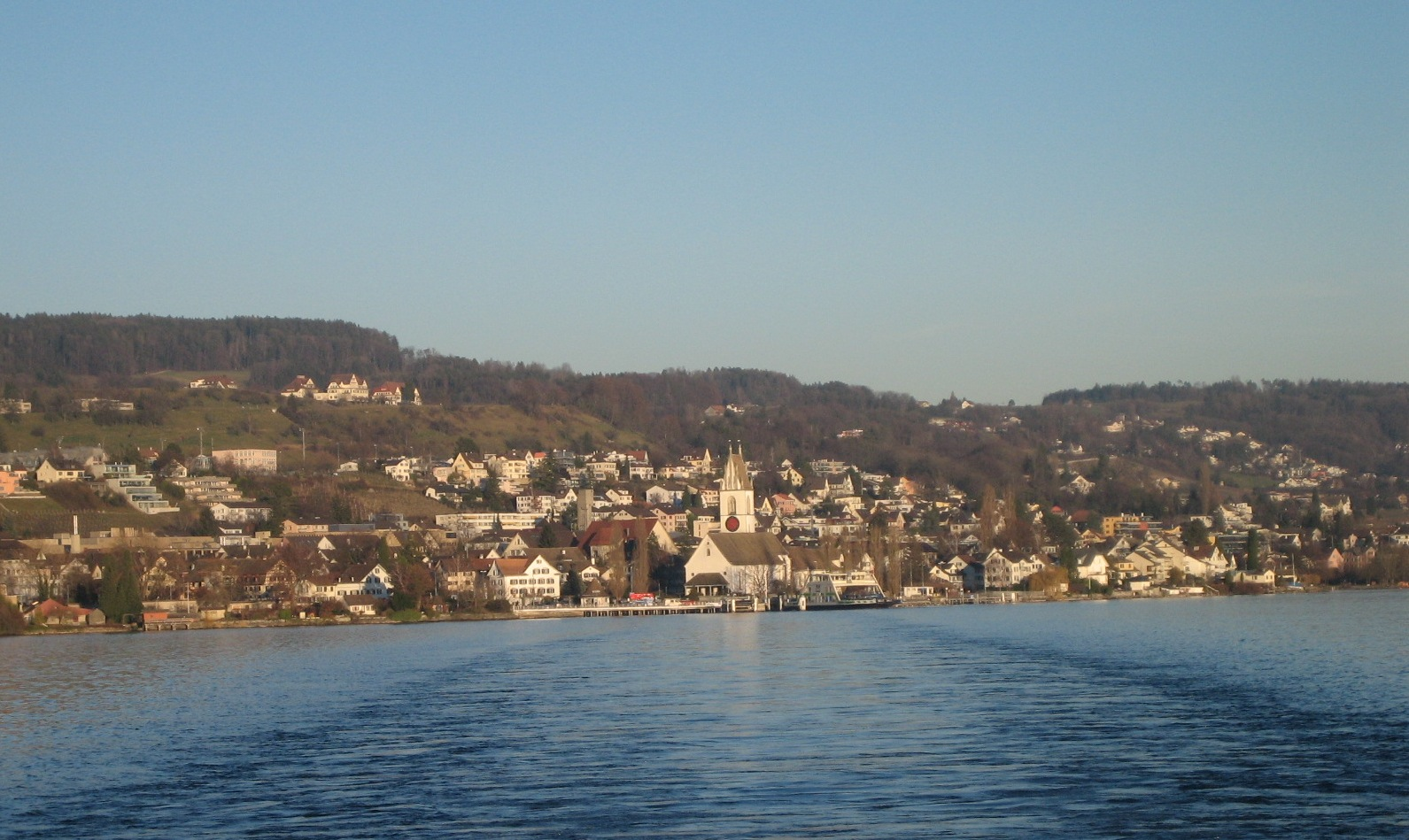
Meilen
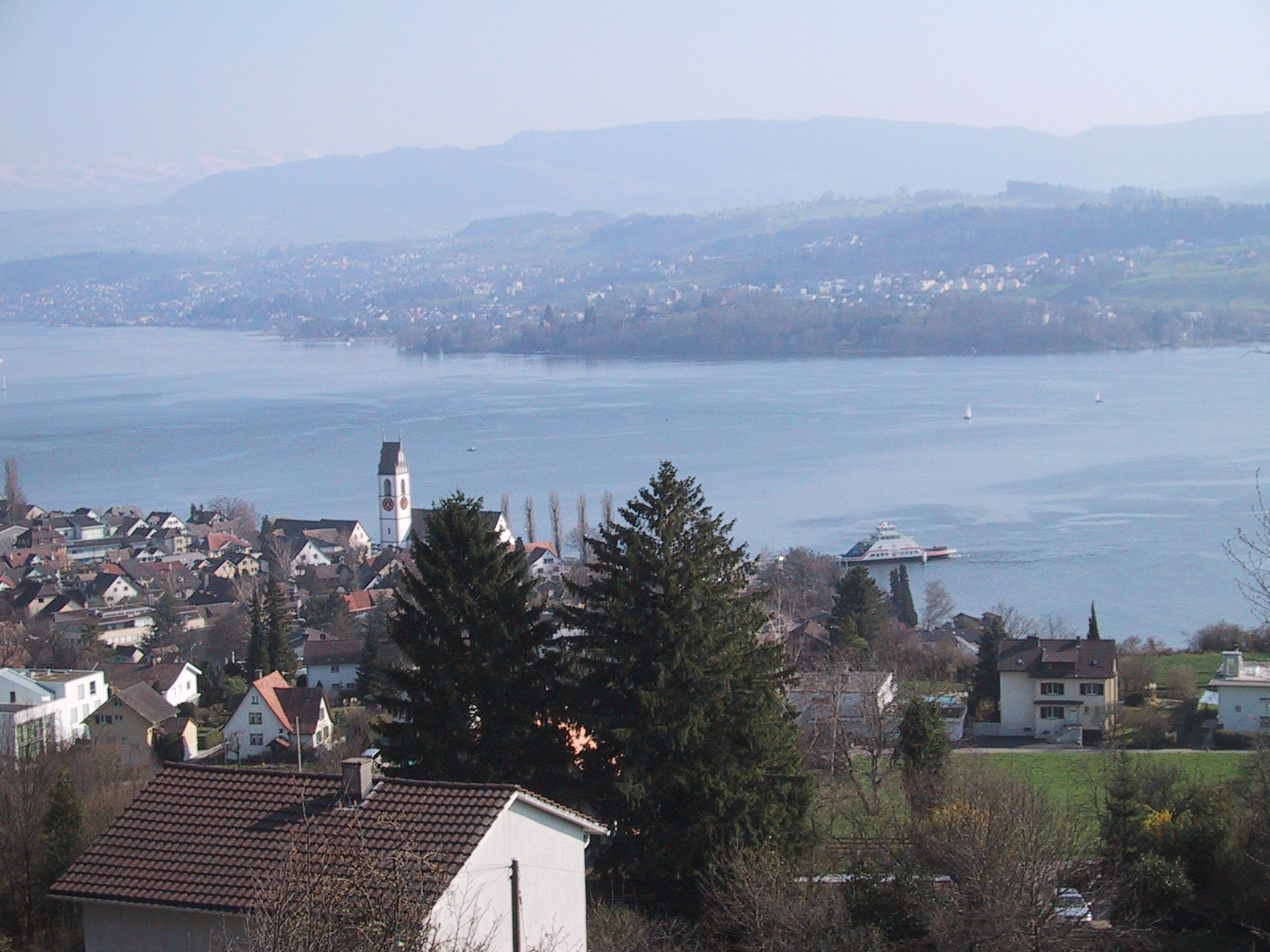
Meilen mit Fähre nach Horgen
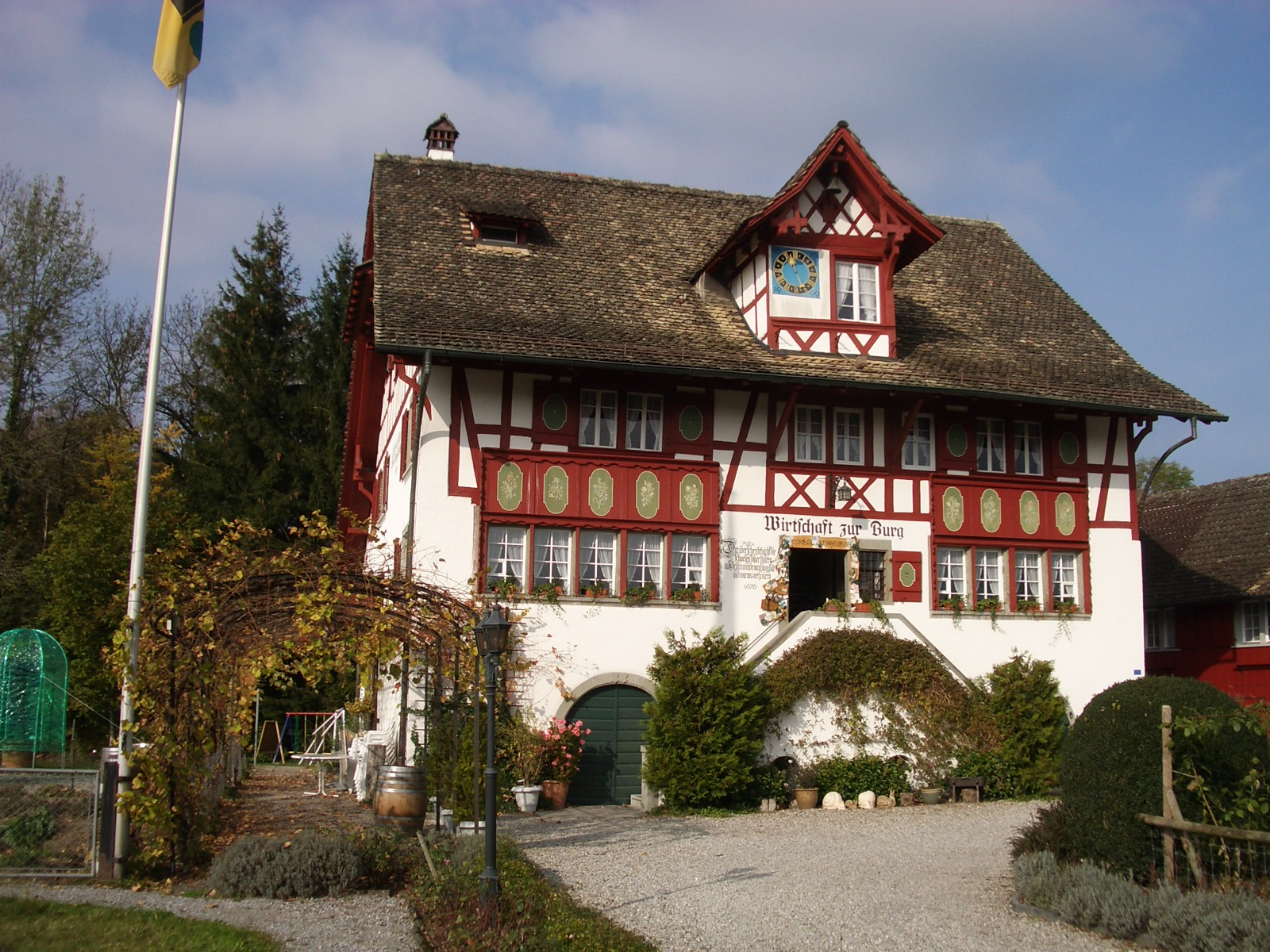
Wirtschaft zur Burg
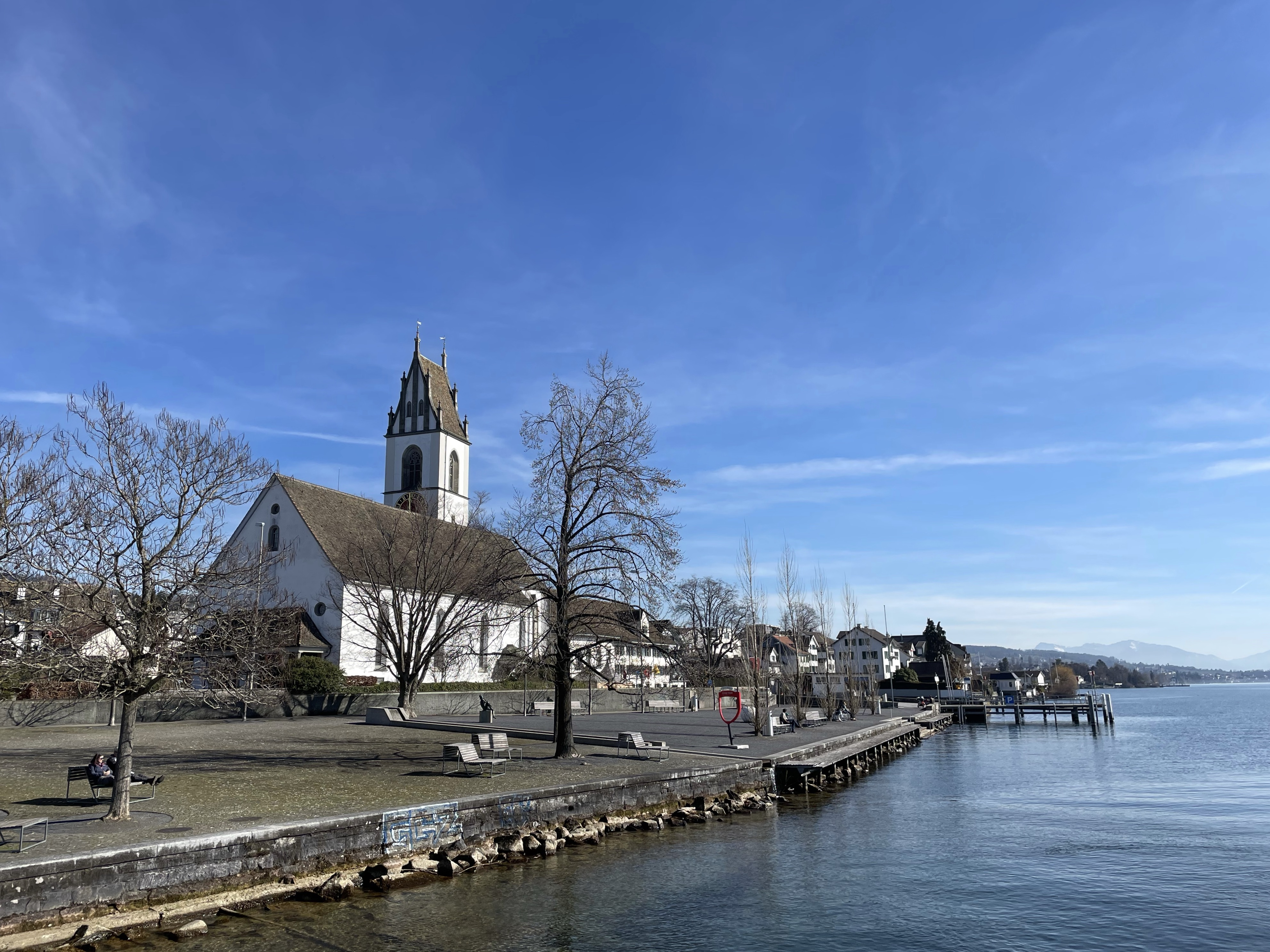
Reformierte Kirche
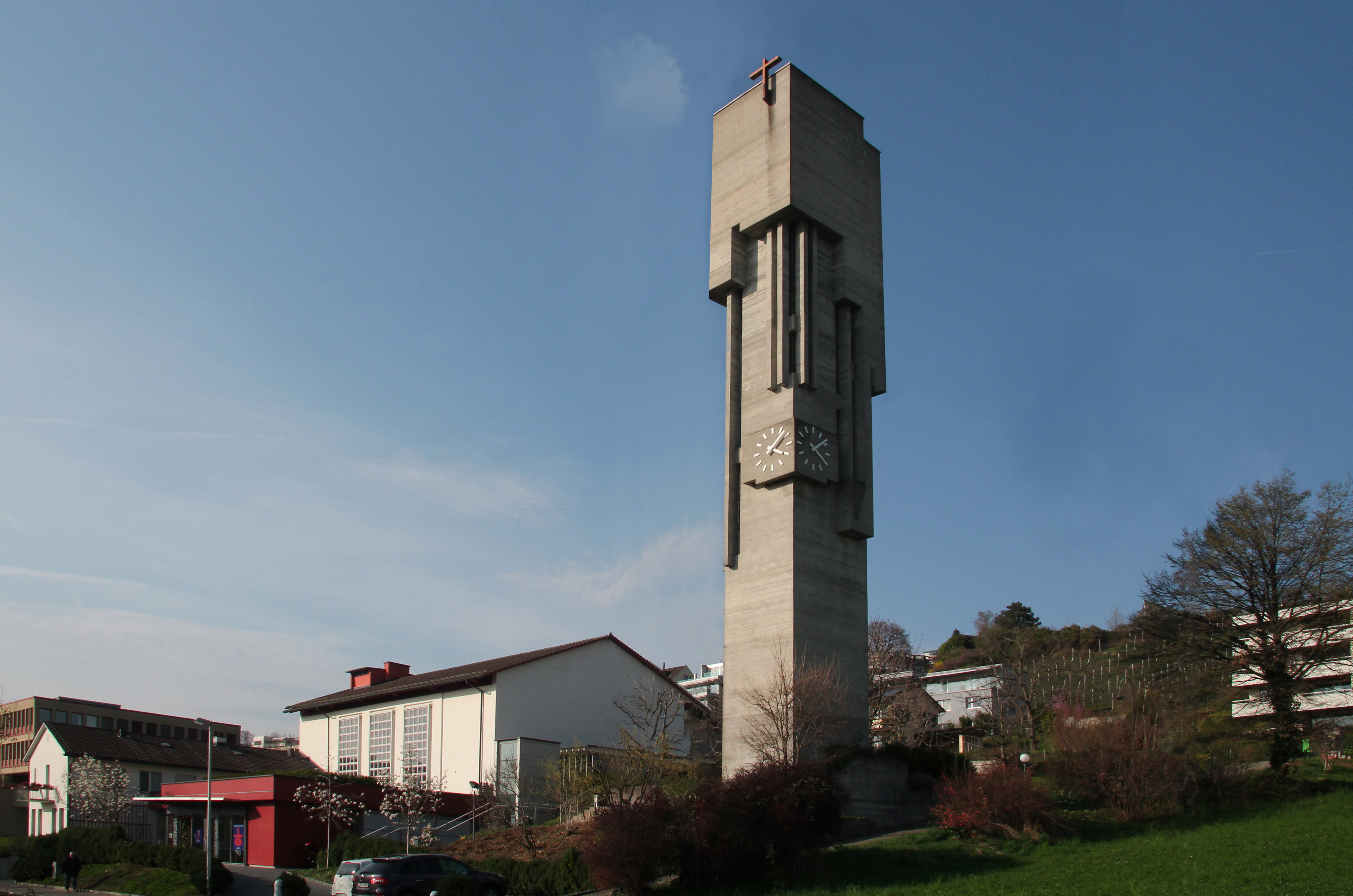
Katholische Kirche St. Martin

## Persönlichkeiten
- David von Wyss der Ältere (1737–1815), Bürgermeister von Zürich, hatte seinen Landsitz in Meilen
- Johann Rudolf Dolder (1753–1807), Politiker, geboren in Meilen
- Johann Jakob Meyer (1787–1858), Maler, geboren in Meilen
- Johann Jakob Guggenbühl (1816–1863), Arzt, Vorreiter der modernen Behindertenhilfe, Gründer einer entsprechenden Einrichtung bei Interlaken, geboren in Meilen
- Jakob Hasler (1825–1880), Jurist und liberaler Politiker
- Heinrich Lang (1826–1876), führender liberaler Theologe, von 1863 bis 1871 Pfarrer in Meilen
- Hans Wunderly-von Muralt (1842–1921), Industrieller und Politiker
- Jakob Amsler (1848–1909), Jurist und Politiker
- Ulrich Wille (1848–1925), General der Schweizer Armee, gestorben in Meilen
- Robert Forrer (1866–1947), Kunsthistoriker, Archäologe und Denkmalpfleger, geboren in Meilen
- Clara Forrer (1868–1950), Lyrikerin, geboren in Meilen
- Karl Egender (1897–1969), Architekt, gestorben in Meilen
- Paul Moor (1899–1977), Pädagoge, gestorben in Meilen
- Carlo Fontana (1906–1968), Offizier, Instruktionsoffizier, Generalstabsoffizier, Divisionär und Militärattaché
- Konrad Huber (1916–1994), Romanist und Hochschullehrer, geboren und gestorben in Meilen
- Moritz Amherd (1935–2009), römisch-katholischer Theologe und Ökonom, geboren in Meilen
- Sandra Paretti (1935–1994), deutsch-schweizerische Schriftstellerin, lebte und starb in Meilen
- Fritz Zorn (1944–1976), Schriftsteller, geboren in Meilen
- Magdalena Martullo-Blocher (* 1969), Unternehmerin, wohnt in Feldmeilen
- Gwendolyn Rich (* 1979), Schauspielerin und Fotomodell, aufgewachsen in Meilen